# ジャレット・ジャック
ジャレット・マシュー・ジャック（Jarrett Matthew Jack、1983年10月28日 - ）はアメリカ合衆国メリーランド州フォートワシントン出身の元プロバスケットボール選手で現指導者。NBAのデトロイト・ピストンズのアシスタントコーチを務めている。

## 学生時代
高校卒業後、ジョージア工科大学でプレーした。2年次には、平均12.5得点、5.6アシストをあげて、チームがNCAAトーナメント決勝に進出するのに貢献した。3年次には平均15.5得点、4.8リバウンド、4.5アシストをあげた。最終学年には進学せず、NBAドラフトにアーリーエントリーを行った。

## NBA

### ポートランド・トレイルブレイザーズ
2005年のNBAドラフトでデンバー・ナゲッツより全体22位で指名され、直後にポートランド・トレイルブレイザーズにリナス・クレイザ（ドラフト27位）、リッキー・サンチェス（同35位）と交換でトレードされた。2005年のルーキーシーズンはスティーブ・ブレイクやセバスチャン・テルフェアの控えとしての起用であり出場時間も限られていたが、2006年にブレイクがミルウォーキー・バックスへ、テルフェアがボストン・セルティックスへそれぞれ移籍するとネイト・マクミランHCによって先発ポイントガードとして起用されるようになった。2007年にブレイクがポートランドに舞い戻ると、ジャックは一時期シックスマンとして起用されることもあった。

### インディアナ・ペイサーズ
2008年7月、ジョシュ・マクロバーツ、その年のドラフトで指名されたブランドン・ラッシュらとともに、アイク・ディオグ、ジェリッド・ベイレスとのトレードでインディアナ・ペイサーズへ移籍した。
2008-09シーズンは全82試合に平均33.1分出場し､平均10.4得点、3.4リバウンド、4.1アシストをあげた。制限付きフリーエージェントのジャックにトロント・ラプターズがオファーを行い、ペイザーズはラプターズのオファーにマッチせずジャックの移籍が成立した。

### ニューオーリンズ・ホーネッツ
2010年11月､ペジャ・ストヤコビッチ（その後､ダラス・マーベリックスへ移籍。）らとの交換トレードでニューオーリンズ・ホーネッツへ移籍した。

### ゴールデンステート・ウォリアーズ
2012年7月11日、3チーム間のトレードで、ゴールデンステート・ウォリアーズに移籍。2013年3月22日のサンアントニオ・スパーズ戦ではベンチスタートながら、30得点、10アシストを記録した。ベンチスタートした選手がこうした記録を達成したのは、1996年のマジック・ジョンソン以来のことであった。2012-13シーズンは、NBAシックスマン賞の投票で3位となった。先発4試合を含む79試合に平均29.8分出場し、平均12.9得点、3.1リバウンド、5.5アシストをあげた。

### クリーブランド・キャバリアーズ
2013年7月12日、クリーブランド・キャバリアーズと契約を結んだ。2013-14シーズンは先発31試合を含む80試合に出場し、平均9.5得点、2.8リバウンド、4.1アシストをあげた。

### ブルックリン・ネッツ
2014年7月10日、ボストン・セルティックスを含む3チームによるトレードでブルックリン・ネッツに移籍した。
2014年12月、ジョージア工科大学を卒業した。その足で同日ノースカロライナ州シャーロット行われるシャーロット・ホーネッツ戦に試合1時間前に合流した。
2015年11月14日、ゴールデンステート・ウォリアーズ戦でオーバータイムの末敗れたが、自身キャリアハイとなる28得点を記録した。2016年1月3日、ボストン・セルティックス戦で、右膝前十字靭帯の断裂と半月板を損傷し、残りのシーズンを全休。6月30日に解雇された。

### ニューオーリンズ・ペリカンズ
2016年7月10日、アトランタ・ホークスと契約したが、10月20日に解雇。2017年2月24日にニューオーリンズ・ペリカンズと10日間契約を結んだ。しかし、左膝を痛め、3月5日に解雇された。

### ニューヨーク・ニックス
2017年9月15日、ニューヨーク・ニックスと契約した。

### スーフォールズ・スカイフォース
2019年3月5日、NBA G Leagueのスーフォールズ・スカイフォースと契約した。

### NBAGリーグ・イグナイト
2021年1月14日、NBAGリーグ・イグナイトと契約した。

## 指導者

### フェニックス・サンズ
2021年8月7日、フェニックス・サンズのアシスタントコーチに雇われた。

### デトロイト・ピストンズ
サンズでアシスタントコーチを務めていたときのヘッドコーチであるモンティ・ウィリアムズに招集されたことにより、2023年6月16日にデトロイト・ピストンズのアシスタントコーチに就任した。

## 成績

### レギュラーシーズン
| シーズン | チーム | GP  | GS  | MPG  | FG%  | 3P%  | FT%   | RPG | APG | SPG | BPG | PPG  |
| -------- | ------ | --- | --- | ---- | ---- | ---- | ----- | --- | --- | --- | --- | ---- |
| 2005–06  | POR    | 79  | 4   | 20.2 | .442 | .263 | .800  | 2.0 | 2.8 | .5  | .0  | 6.7  |
| 2006–07  | POR    | 79  | 79  | 33.6 | .454 | .350 | .871  | 2.6 | 5.3 | 1.1 | .1  | 12.0 |
| 2007–08  | POR    | 82* | 16  | 27.2 | .431 | .342 | .867  | 2.9 | 3.8 | .7  | .0  | 9.9  |
| 2008–09  | IND    | 82* | 53  | 33.1 | .453 | .353 | .852  | 3.4 | 4.1 | 1.1 | .2  | 13.1 |
| 2009–10  | TOR    | 82* | 43  | 27.4 | .481 | .412 | .842  | 2.7 | 5.0 | .7  | .1  | 11.4 |
| 2010–11  | TOR    | 13* | 13  | 26.7 | .393 | .167 | .870  | 3.2 | 4.5 | 1.1 | .0  | 10.8 |
| 2010–11  | NOH    | 70* | 2   | 19.6 | .412 | .345 | .845  | 1.9 | 2.6 | .6  | .1  | 8.5  |
| 2011–12  | NOH    | 45  | 39  | 34.0 | .456 | .348 | .872  | 3.9 | 6.3 | .7  | .2  | 15.6 |
| 2012–13  | GSW    | 79  | 4   | 29.7 | .452 | .404 | .843  | 3.1 | 5.5 | .8  | .1  | 12.9 |
| 2013–14  | CLE    | 80  | 31  | 28.2 | .410 | .341 | .839  | 2.8 | 4.1 | .7  | .3  | 9.5  |
| 2014–15  | BKN    | 80  | 27  | 28.0 | .439 | .267 | .881  | 3.1 | 4.7 | .9  | .2  | 12.0 |
| 2015–16  | BKN    | 32  | 32  | 32.1 | .391 | .304 | .893  | 4.3 | 7.4 | 1.1 | .2  | 12.8 |
| 2016–17  | NOH    | 2   | 0   | 16.5 | .667 | .000 | 1.000 | .0  | 2.5 | 1.0 | .0  | 3.0  |
| 2017–18  | NYK    | 62  | 56  | 25.0 | .427 | .291 | .840  | 3.1 | 5.6 | .6  | .1  | 7.5  |
| Career   | Career | 867 | 399 | 27.8 | .440 | .343 | .855  | 2.9 | 4.6 | .8  | .1  | 10.8 |

### プレーオフ
| シーズン | チーム | GP | GS | MPG  | FG%  | 3P%  | FT%   | RPG | APG | SPG | BPG | PPG  |
| -------- | ------ | -- | -- | ---- | ---- | ---- | ----- | --- | --- | --- | --- | ---- |
| 2011     | NOH    | 6  | 0  | 18.5 | .353 | .000 | .688  | 2.5 | 2.2 | .2  | .2  | 5.8  |
| 2013     | GSW    | 12 | 4  | 35.5 | .506 | .292 | .896  | 4.4 | 4.7 | .9  | .3  | 17.2 |
| 2015     | BKN    | 6  | 0  | 25.5 | .519 | .333 | 1.000 | 4.2 | 4.5 | 1.2 | .2  | 12.3 |
| Career   | Career | 24 | 4  | 28.8 | .488 | .273 | .870  | 3.9 | 4.0 | .8  | .3  | 13.1 |